# چن منگ
چن منگ (انگلیسی: Chen Meng؛ زادهٔ ۱۵ ژانویهٔ ۱۹۹۴) یک بازیکن تنیس روی میز اهل جمهوری خلق چین است.
وی در مسابقات کشوری و بین‌المللی در مجموع برنده ۲۰ مدال طلا، ۱ مدال نقره، ۴ مدال برنز شده‌است.